# Svatý Antonín nesený démony (Lucas Cranach starší)
Svatý Antonín nesený démony (1506) je dřevořez Lucase Cranacha staršího z jeho nejplodnějšího a v grafické tvorbě nejvýše hodnoceného období. Je součástí sbírky grafiky a kresby Národní galerie v Praze.

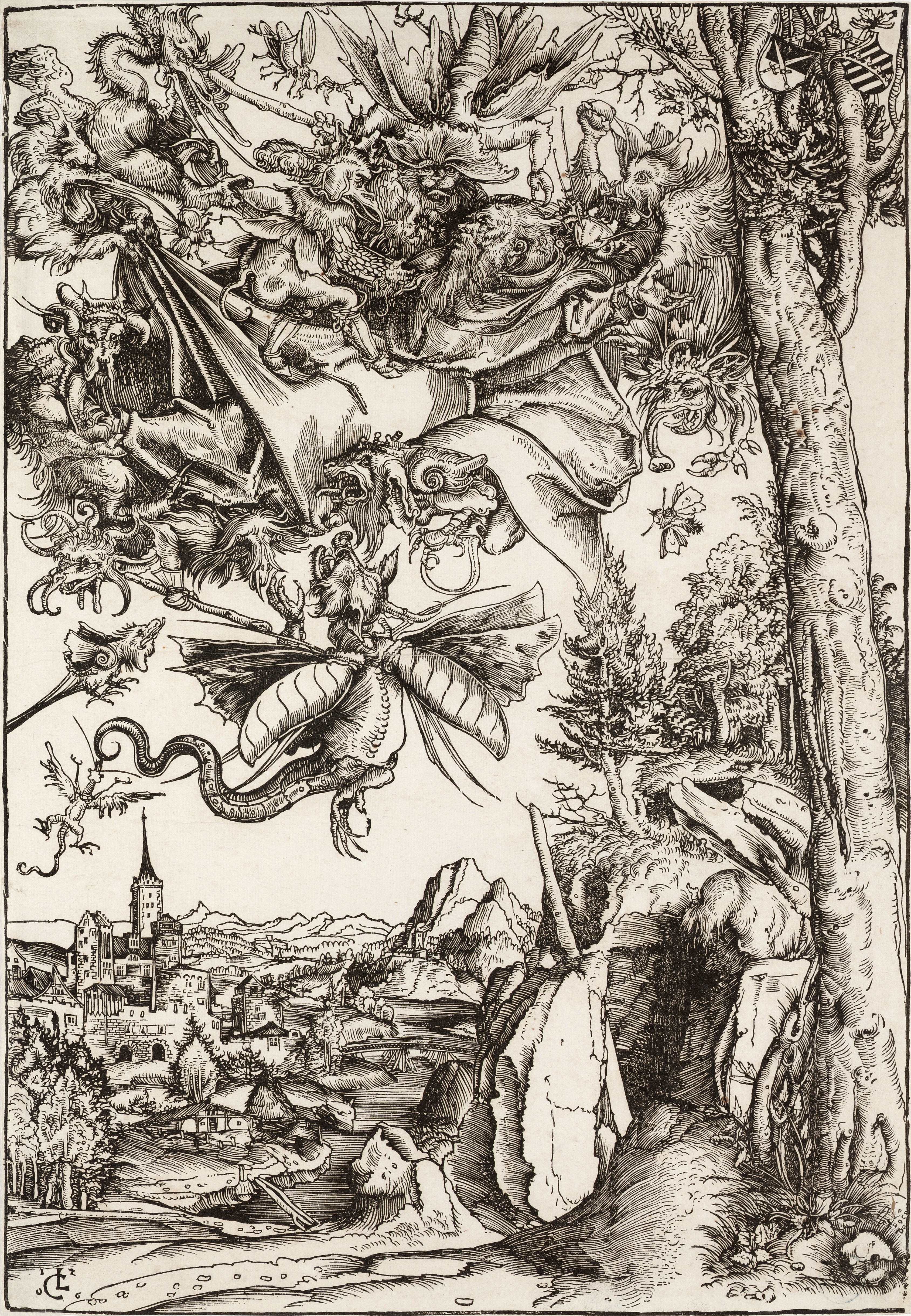
Svatý Antonín nesený démony (Lucas Cranach starší), Národní galerie v Praze

## Popis a zařazení
Dřevořez tištěný na papíru s filigránem, značený monogramem LC a datovaný v levém dolním rohu. Měří 417 mm na výšku a 280 mm na šířku. Do sbírky Obrazárny Společnosti vlasteneckých přátel umění dílo daroval rytíř Vojtěch Lanna mladší 26. července roku 1885. Jeho inventární číslo je R1162.
Dřevořez vznikl v době, kdy se Cranach stal dvorním malířem saského kurfiřta Fridricha Moudrého a své grafické listy začal podepisovat monogramem LC. Téma Pokušení sv. Antonína před ním zpracoval v mědirytu Martin Schongauer. Cranach také jistě znal Dürerovy listy z Apokalypsy: Sv. Michael zápasící s drakem, kde je v pozadí podobné panoráma krajiny a děj se odehrává v nebesích, Silný anděl, kde scénu lemuje na pravé straně strom. Příběh sv. Antonína, který žil jako poustevník v egyptské poušti a askezí se bránil tělesným pokušením, vyhovoval dobové zálibě v tajemnosti a skryté smyslnosti.
Návrhovou kresbu k dřevořezu Cranach použil v letech 1520-1525 jako částečnou předlohu k obrazu Svatý Antonín poustevník (Diecézní muzeum v Litoměřicích).

### Předlohy

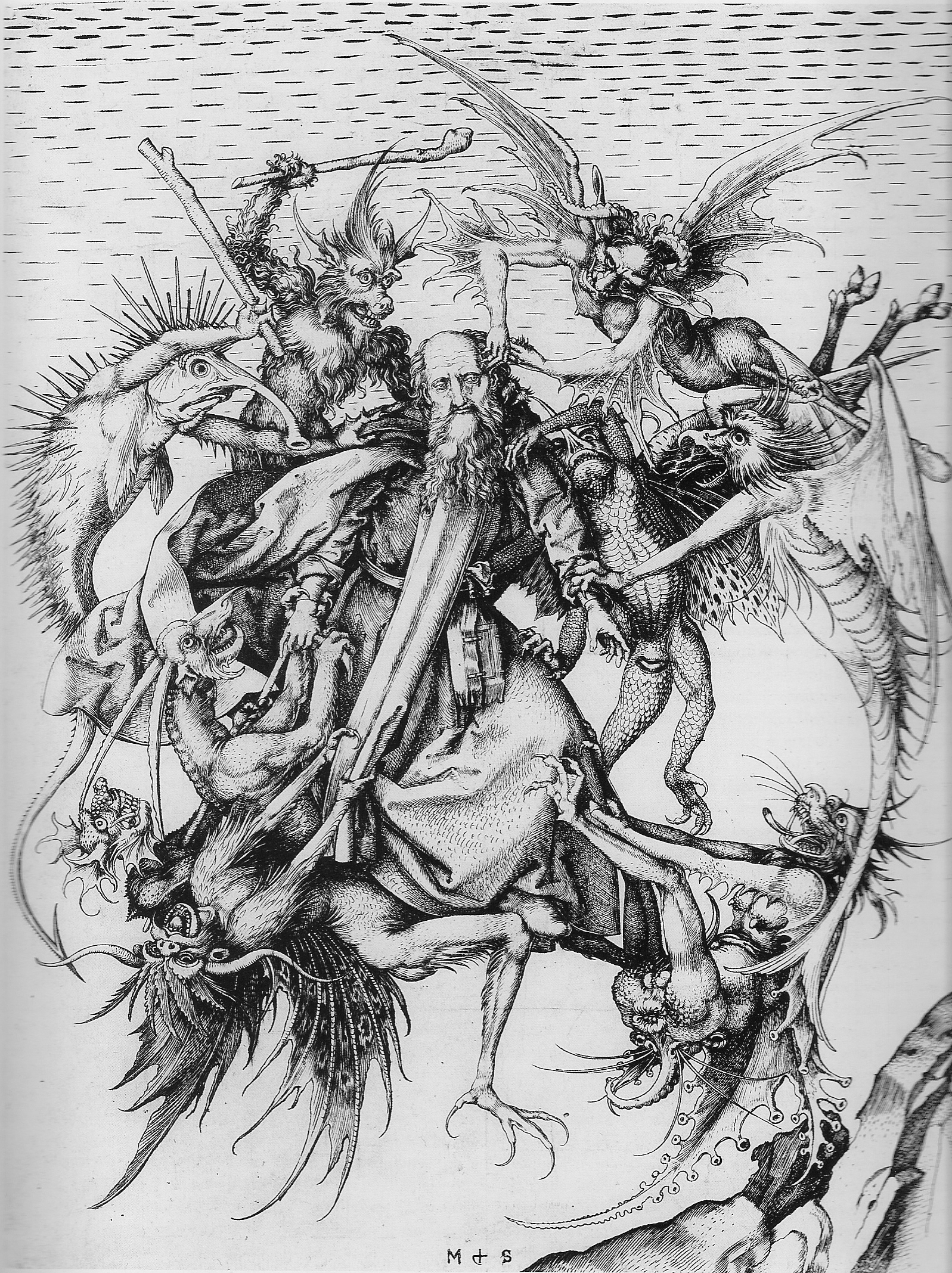
Martin Schongauer, sv. Antonín (před r. 1491)
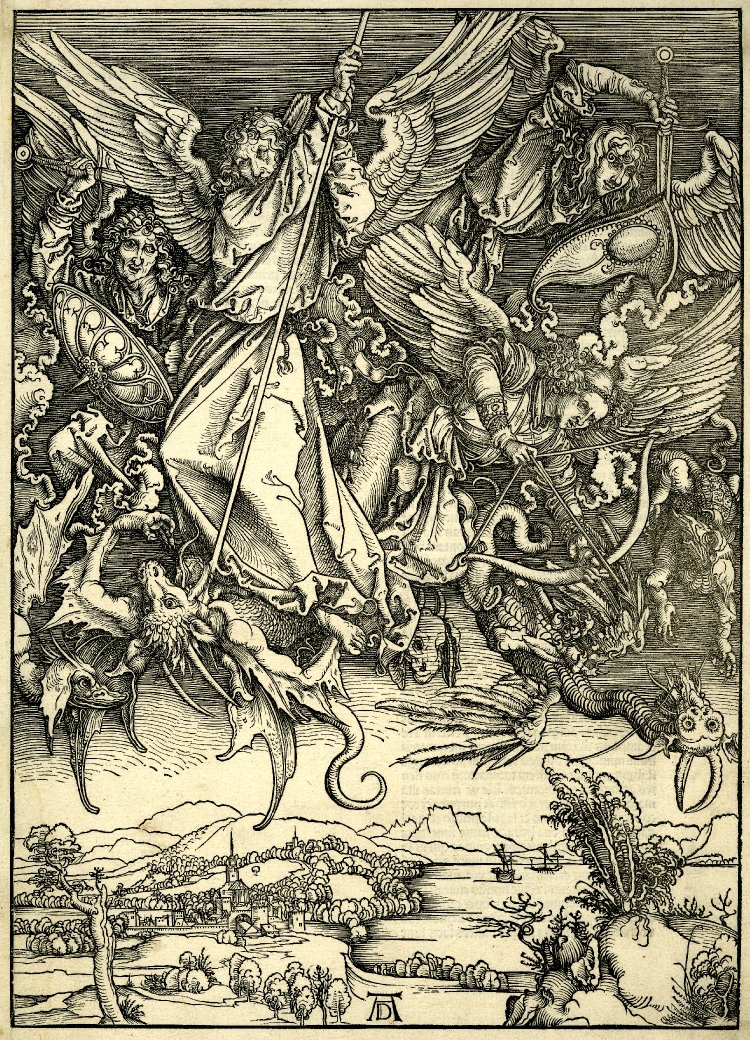
Albrecht Dürer, Apokalypsa (sv. Michael), 1498
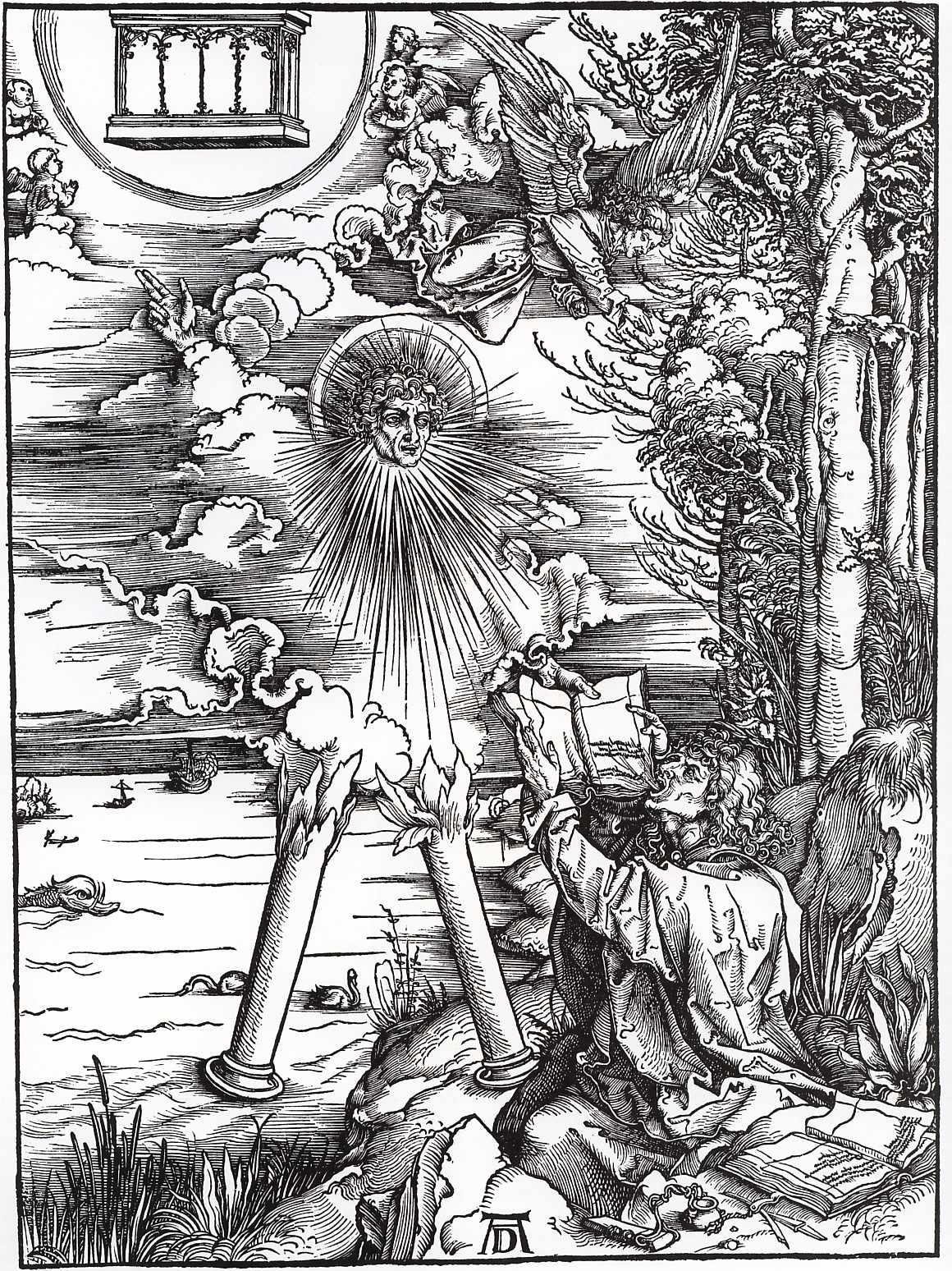
Albrecht Dürer, Apokalypsa (Silný anděl), 1498